# Jacques Garzino
Pas d'image ? Cliquez ici

a Compétitions nationales et continentales officielles uniquement.

b Matchs officiels uniquement.
Jacques Garzino, né le 12 mai 1943 à Sainte-Tulle, est un joueur de rugby à XIII.
Il effectue sa carrière sportive à Avignon dans les années 1960 et 1970. Fort de ses performances en club, il est sélectionné à trois reprises en équipe de France entre 1972 et 1974 et dispute la Coupe du monde 1972.

## Biographie
Son passage à Avignon ne correspond pas aux années de succès d'Avignon sur la scène national puisque le club n'y connaît aucun titre pendant 25 ans. Malgré cette absence de palmarès, Jacques Garzino, évoluant au poste de pilier, est repéré par le sélectionneur Antoine Jimenez. Ce dernier le sélectionne en équipe de France pour la Coupe du monde 1972 disputée en France avec son coéquipier du club Jean-Marie Imbert.
Jacques Garzino dispute la première rencontre de cette Coupe du monde contre la Nouvelle-Zélande remportée 20-9 avec en première ligne Francis de Nadaï et Jacques Franc. Garzino est héroïque pour sa défense avec ses coéquipiers qui repoussent les velléités offensives des Néo-Zélandais, Jimenez décide alors de le sortir pour ajouter du sang neuf en faisant entrer à sa place Charles Zalduendo. Il ne dispute pas la seconde rencontre la Grande-Bretagne en raison de la volonté de Jimenez de poser une première ligne d'avants plus puissante avec l'entée de Jean-Pierre Sauret mais Garzino revient pour la troisième rencontre décisive pour une qualification en finale. La première ligne d'avants Garzino-Franc-Zalduendo fait front durant une heure mais la France ne parvient pas à faire la différence, l'Australie y est en effet supérieure (31-9) et la France est éliminée.
Il est rappelé en sélection contre la Grande-Bretagne le 20 janvier 1974 disputé à Grenoble. Associé à Michel Moussard et Franc en première ligne, la France y est battue 24-5.
Son fils, Eric Garzino, devient joueur de rugby à XIII et prend dans les années 2010 la présidence du club d'Avignon.

## Palmarès

### Détails en sélection
| 1. | 28 octobre 1972   | Nlle-Zélande    | 20-9 | Coupe du monde | Pilier | 0 | 0 | 0 | 0 |
| 2. | 1er novembre 1972 | Australie       | 9-31 | Coupe du monde | Pilier | 0 | 0 | 0 | 0 |
| 3. | 20 janvier 1974   | Grande-Bretagne | 5-24 | Test match     | Pilier | 0 | 0 | 0 | 0 |